# Jan Coster
Jan Lennart Coster, född 16 april 1957 i Lundby församling, Göteborg, är en svensk skådespelare.
Coster debuterade 1984 i TV-serien Polisen som vägrade ge upp. För sin medverkan i 2003 års Om jag vänder mig om fick han motta ett pris vid Berlins filmfestival.

## Filmografi
- 1984 – Polisen som vägrade ge upp (TV-serie)
- 1997 – Älskade Lotten (TV-serie)
- 1998 – Vita lögner (TV-serie)
- 1999 – Noll tolerans
- 2000 – Sjätte dagen (TV-serie)
- 2001 – Anderssons älskarinna (TV-serie)
- 2003 – Om jag vänder mig om
- 2003 – Dogville
- 2003 – Solisterna (TV-serie)
- 2005 – Mun mot mun
- 2005 – Aphelium
- 2006 – När mörkret faller
- 2007 – Juni
- 2007 – Upp till kamp (TV-serie)
- 2009 – 183 dagar (TV-serie)
- 2009 – Håll om mig
- 2009 – Johan Falk: De fredlösa
- 2009 – Stenhuggaren
- 2010 – Picknick
- 2010 – Yoghurt
- 2010 – Kommissarie Winter (TV-serie)
- 2010 – Ond tro
- 2011 – No Sex Just Understand
- 2011 – Kanske i morgon
- 2012 – Hinsehäxan (TV-serie)
- 2017 –  Vår tid är nu (TV-serie)
- 2017 – Exfrun
- 2017 – Becker - Kungen av Tingsryd
- 2025 – Stenbeck (TV-serie)

### Fotnoter
1. ↑  ”Jan Coster”. Svensk Filmdatabas. http://www.sfi.se/sv/svensk-filmdatabas/Item/?type=PERSON&itemid=236682&ref=%2ftemplates%2fSwedishFilmSearchResult.aspx%3fid%3d1225%26epslanguage%3dsv%26searchword%3dJan+Coster%26type%3dPerson%26match%3dBegin%26page%3d1%26prom%3dFalse. Läst 20 februari 2013.
2. ↑  ”Jan Coster”. IMDb.com. http://www.imdb.com/name/nm0182654/?ref_=fn_al_nm_1. Läst 20 februari 2013.